# Наумовка (Алтайский край)
Наумовка — село в Угловском районе Алтайском крае. Входит в состав Лаптевского сельсовета.

## История
Основано в 1912 году. В 1928 г. деревня Наумовка состояла из 70 хозяйств, основное население — русские. Центр Наумовкого сельсовета Угловского района Рубцовского округа Сибирского края.

## Население
| 1926 | 1997 | 1998 | 1999 | 2000 | 2001 | 2002 |
| ---- | ---- | ---- | ---- | ---- | ---- | ---- |
| 333  | ↗554 | ↘549 | ↘547 | ↘525 | ↘503 | ↗509 |
| 2003 | 2004 | 2005 | 2006 | 2007 | 2008 | 2009 |
| ↗514 | ↘482 | ↗483 | ↘436 | ↘434 | ↘409 | ↘396 |
| 2010 | 2011 | 2012 | 2013 |      |      |      |
| ↘382 | ↗384 | ↘343 | ↘305 |      |      |      |